# Otto Wüst
Otto Wüst (Sursee, 26 maggio 1926 – Sursee, 19 agosto 2002) è stato un vescovo cattolico svizzero.

## Biografia
Otto Wüst nacque il 26 maggio 1926 a Sursee, nel Canton Lucerna.
Svolse tutti gli studi a Lucerna e in seguito si trasferì a Roma per studiare filosofia e teologia presso la Pontificia Università Gregoriana dal 1947 al 1956, ottenendo il dottorato con una tesi sull'evoluzione storica dell'autorità papale.
Fu ordinato presbitero a Roma il 10 ottobre 1953. Terminati gli studi, tornò in Svizzera, dove fu nominato vicario della chiesa di Santa Maria a Berna, divenendo poi segretario generale dell'Unione popolare cattolica svizzera dal 1960. Nel 1966 fu nominato rettore del seminario di Soletta e nel 1969 fu nominato responsabile dell'ufficio pastorale diocesano.
Il 27 novembre 1975 papa Paolo VI lo nominò vescovo ausiliare di Basilea, assegnandogli la sede titolare di Tubia. Ricevette l'ordinazione episcopale il 1º febbraio 1976 per imposizione delle mani del vescovo Anton Hänggi.
Il 2 settembre 1982 fu selezionato come possibile vescovo di Basilea. Papa Giovanni Paolo II confermò la scelta, nominandolo ufficialmente il 21 settembre successivo.
Prese possesso della diocesi il 1º novembre seguente.
Durante il suo ministero continuò l'opera riformatrice promossa dal Concilio Vaticano II, tuttavia ebbe il merito di bilanciare le spinte più progressiste, cercando sempre una moderazione conciliante tra queste e la conservazione della tradizione. Fu anche un capace mediatore diplomatico tra le direttive della Santa Sede e i rapidi cambiamenti culturali e politici della Svizzera.
Resse la diocesi per 11 anni, rassegnando le proprie dimissioni per motivi di salute il 26 ottobre 1993.
Dopo aver sofferto per anni di un progressivo declino della sua salute, morì a Sursee il 19 agosto 2002 all'età di 76 anni.

## Genealogia episcopale e successione apostolica
La genealogia episcopale è:
- Cardinale Scipione Rebiba
- Cardinale Giulio Antonio Santori
- Cardinale Girolamo Bernerio, O.P.
- Arcivescovo Galeazzo Sanvitale
- Cardinale Ludovico Ludovisi
- Cardinale Luigi Caetani
- Cardinale Ulderico Carpegna
- Cardinale Paluzzo Paluzzi Altieri degli Albertoni
- Papa Benedetto XIII
- Papa Benedetto XIV
- Papa Clemente XIII
- Cardinale Marcantonio Colonna
- Cardinale Giacinto Sigismondo Gerdil, B.
- Cardinale Giulio Maria della Somaglia
- Cardinale Carlo Odescalchi, S.I.
- Cardinale Costantino Patrizi Naro
- Cardinale Serafino Vannutelli
- Cardinale Domenico Serafini, Cong.Subl. O.S.B.
- Cardinale Pietro Fumasoni Biondi
- Arcivescovo Filippo Bernardini
- Vescovo Franziskus von Streng
- Vescovo Anton Hänggi
- Vescovo Otto Wüst

La successione apostolica è:
- Vescovo Joseph Candolfi (1983)
- Vescovo Martin Gächter (1987)
- Vescovo Hansjörg Vogel (1994)